# Друстская волость
Друстская волость (латыш. Drustu pagasts) — одна из двух территориальных единиц Раунского края Латвии. Граничит с Лаункалнской и Вариньской волостями Смилтенского края, Ранкской волостью Гулбенского края, Яунпиебалгской и Зосенской волостями Яунпиебалгского края, а также с Дзербенской волостью Вецпиебалгского края. Обе волости составляющие Раунский край не имеют общей границы.
Крупнейшими населёнными пунктами волости являются сёла: Друсты (волостной центр), Аулюкалнс, Бриньги, Дуки, Гатарта, Яундрусти, Милакшас, Тулчи, Вагани, Зунди.
Через Друстскую волость следуют региональные автодороги P29 Рауна — Друсты — Яунпиебалга, P28 Приекули — Рауна и P30 Цесис — Вецпиебалга — Мадона. По одной из главных латвийских автодорог A2 Рига — Сигулда — Вецлайцене, являющейся частью европейского маршрута E 77, проходит административная граница с Вайвской волостью.
По территории волости протекают реки: Дзестрене, Гауя, Науцупите, Палса, Перльупе, Стадиньупите, Убея. Из значимых водоёмов — озёра Аулюкална, Бренгузис, Дунию, Крейлю, Сейсумс.

## История
Поселение Друсты впервые упоминается в 1262 году как собственность рижского епископа Альберта.
В 1935 году площадь Друстской волости Цесисского уезда составляла 120 км².
В 1945 году в Друкстской волости были созданы Друкстский и Перльупский сельские советы. После отмены в 1949 году волостного деления Друкстский сельсовет входил в состав Цесисского района.
В 1954 году к Друкстскому сельсовету была присоединена территория ликвидированного Перльупского сельского совета. В 1956 году — Лаункалнского сельсовета и в 1975 году — Гатартского сельсовета.
В 1990 году Друкстский сельсовет был реорганизован в волость. В 2009 году, по окончании латвийской административно-территориальной реформы, Друкстская волость вошла в состав Раунского края.